# ムハンマド・ビン・ザーイド人工知能大学
ムハンマド・ビン・ザーイド人工知能大学 (Mohamed bin Zayed University of Artificial Intelligence, MBZUAI) は、アラブ首長国連邦 (UAE) のアブダビ首長国が、国家戦略の一環で2019年に設立した大学である。アブダビの皇太子であり、アラブ首長国連邦軍軍副最高司令官のムハンマド・ビン・ザーイド・アール・ナヒヤーンにちなんで命名された。
人工知能 (AI) に特化した世界初の大学とされる。必要経費を学生に全額支給する支援体制でも知られており、学生たちは全員、全額給付奨学金、毎月の手当、健康保険、住居が与えられる。また、同大学はアブダビ首長国のAI企業インセプションと、アラビア語に重点を置いた大規模言語モデル Jais（ジャイス）を共同開発している。
なお、日本語ではモハメド・ビン・ザイード人工知能大学と表記されることもある。

## 沿革
UAEが再生可能エネルギー国家計画の拠点都市と定めるマスダール・シティで、2019年に開校。「世界のために貢献する力としてのAIを発展させることに特化した大学院研究大学」を謳った。なお、立ち上げにはアメリカ合衆国のカーネギーメロン大学からAI研究者のEric Xing博士が携わり、同氏はムハンマド・ビン・ザーイド人工知能大学の初代学長となった。また、2024年に6月に開催された３度目の卒業式では、大学初となる機械学習の博士号取得者を輩出した。
2025年には、マイクロソフトが「責任ある」人工知能を推進するための財団をアブダビに設立すると宣言したが、これにはムハンマド・ビン・ザーイド人工知能大学も加わることが明記された。また、同年5月にはシリコンバレーに3つ目の研究拠点を設立し、アブダビ、パリにおける既存の研究機関を結ぶイニシアチブ "Institute of Foundation Models (IFM)" を打ち出した。

## 国際協力
ムハンマド・ビン・ザーイド人工知能大学は、フランスのエコール・ポリテクニークや、マレーシア工科大学と協力関係を結んでいる。

## 評価
2020年の記事でベン・フラナガンは「学費無料という事実が示すのは、UAEがAIハブ国家の構築に本気で取り組んでいること、そして前途有望な学生の争奪戦を意識しているということだ」と指摘している。また、同年のTokyo analyticaの記事でも「アブダビの皇太子の名を冠した同大学では、授業料をはじめとした様々な経費が奨学金として学生に全額支給される恵まれた環境でも注目されている。まさにUAEが国家をあげてAI分野にかける意気込みの強さを感じられる一大プロジェクトである」と指摘されている。
また、地元人材の育成についても評価されており、2025年度卒業式について報じた『Arab News Release』の記事では「今年の卒業生は20名で、大学創設以来最多。その中にはコンピュータービジョンの博士号取得者1名と、さまざまなAI専門分野での地元出身女性卒業生9名が含まれており、人工知能関連分野をリードする地元の人材を育成するという大学の取り組みを強調している」と記されている。
同大学のレベルについて、2025年の『日本経済新聞』では「中東における人工知能開発のトップランナー」と報じられているほか、同年の『Arab News Service』では「人工知能分野における世界トップクラスの教育機関の1つとして認められている」と報じられている。